# Okulokutaner Albinismus Typ 4
Der Okulokutane Albinismus Typ 4 (OCA 4) ist eine Form des Albinismus, die zu aufgehellter Haut und Haarfarbe aufgrund einer Mutation des MATP-Gens führt. Weitere Namen des Gens sind: underwhite (uw), dominant brown (Dbr), B/AIM-1-like protein, Aim1, Aim-1, blanc-sale (bls), 1A1 und solute carrier family 45, member 2 (SLC45A2) und membrane associated transporter protein (MATP).

## Erscheinungsbild

### Albinismus

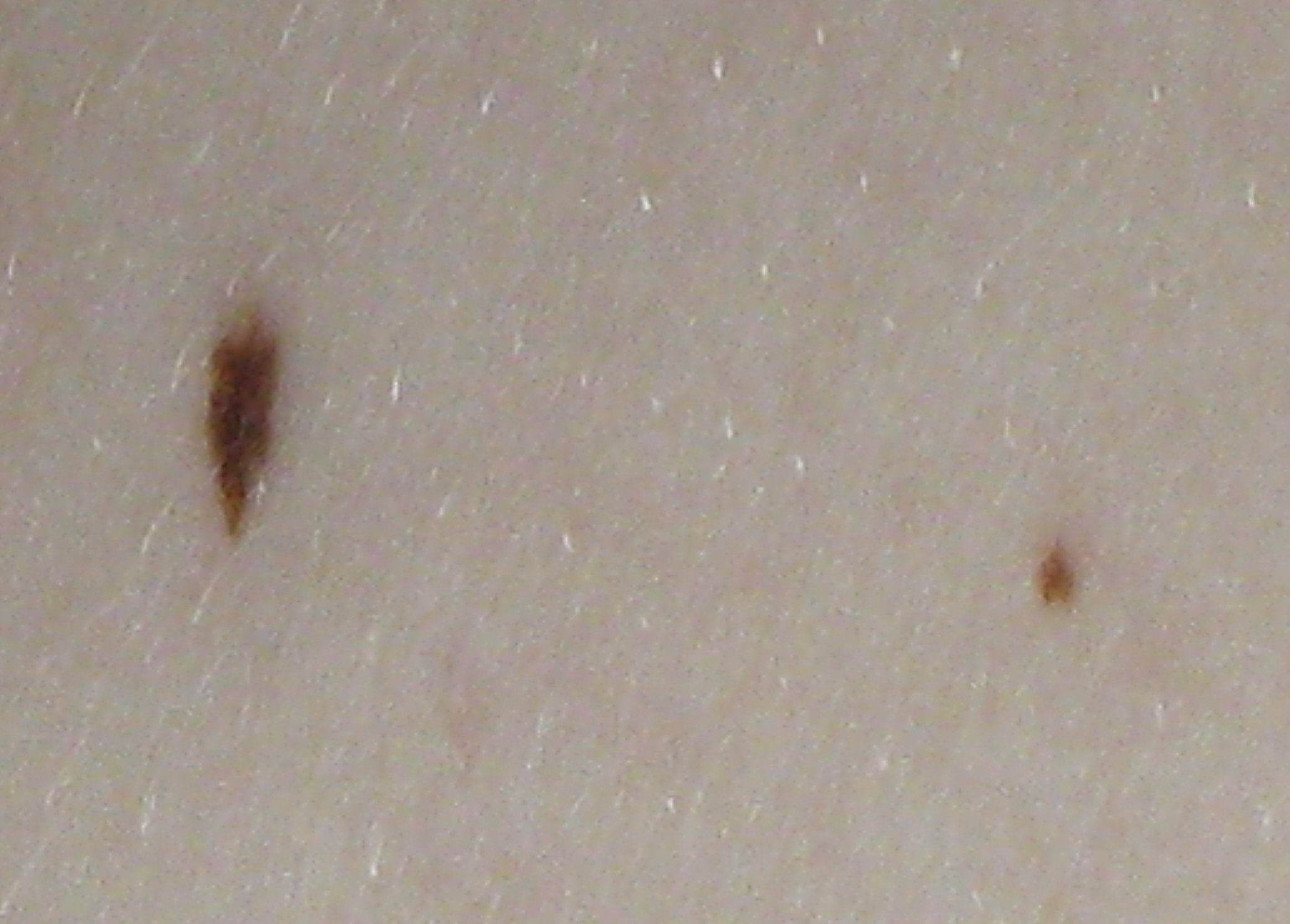
Pigmentierte Flecken auf der Haut treten sowohl bei der europäischen OCA4-Mutation, die zu weißer Hautfarbe führt, als auch bei einigen anderen Mutationen dieses Genortes auf.

An Japanern, die normalerweise helle Haut, schwarze Haare und braune Augen haben, wurde das Erscheinungsbild von OCA4 untersucht. Haarfarbe der betroffenen Menschen variierte je nach Mutation von völlig weiß bis dunkelblond. Die Augenfarbe von Blau bis rötlichbraun. Bei denjenigen Menschen, bei denen die OCA4 am stärksten ausgeprägt war, war keinerlei Melaninproduktion mehr festzustellen, wie das auch bei OCA1A der Fall ist. Entsprechend sind in diesen Fällen auch der Nystagmus (Augenzittern) und die Sehbehinderung mit einem Visus von 10 % ausgeprägt wie bei OCA1A. Daneben kommen auch bei OCA4 Menschen vor, die pigmentierte Flecken in der Haut aufweisen.

### Beitrag des Genortes zur normalen Variation der Hautfarbe

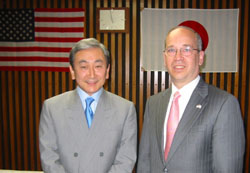
Die helle Hautfarbe der Europäer ist auf OCA2-Varianten zurückzuführen, die der Asiaten auf OCA4.

Während bei Schwarzafrikanern Mutationen des OCA4-Locus selten sind, sind sie bei Asiaten recht häufig. Japaner und Bewohner von Neuguinea haben oft das Allel 272K. Deutlich über 90 % der Europäer besitzen dasselbe 374F genannte Allel des Gens, das hier für die blasse Hautfarbe verantwortlich ist. Die Variationen von Haar- und Augenfarbe bei Europäern erklären sich dagegen weitgehend über Mutationen des OCA2-Gens. Während in Afrika eine dunkle Haut erhebliche gesundheitliche Vorteile als Schutz vor Hautkrebs durch UV-Strahlung hat, überwiegt in nördlichen Ländern der Vorteil der hellen Haut, die eine verbesserte Vitamin-D-Produktion mit Hilfe der hier schwächeren UV-Strahlung ermöglicht.

## Genetik
Der Okulokutane Albinismus Typ 4 (OCA 4) wurde erst 2001 als eine neue Form des OCA beschrieben. Ausgehend von der Beobachtung, dass es bei der Maus durch Mutationen im Underwhite-Gen bzw. zur Hypopigmentierung kommt, vermutete man einen Zusammenhang des entsprechenden Gens beim Menschen mit OCA. Das Gen heißt neben MATP auch Slc45a2 (solute carrier family 45, member 2), Aim-1, Aim1, blanc-sale, bls, Dbr und dominant brown.
Beim Menschen befindet sich das MATP-Gen auf Chromosom 5 (5p13.3) und besteht aus 7 Exons und fünf Introns. Seine Transkription wird durch MITF moduliert. Das Gen kodiert ein aus 530 Aminosäuren bestehendes Protein. 2006 waren 18 krankheitsverursachende Mutationen und 8 nicht krankhafte Variationen des Gens bekannt.
Das Protein hat eine Struktur- und Sequenzähnlichkeit mit pflanzlichen Sucrosetransportern.

## Physiologie
Die Physiologie von OCA4 wurde an Mäusen mit der Mutation Underwhite (uw) untersucht, bei der es sich um eine Variante von OCA4 bei Mäusen handelt.
Melanozyten von Underwhite-Mäusen haben wesentlich mehr Zellfortsätze als normale Melanozyten und sind auch deutlich größer als diese. Die Melanosomen enthalten nur wenig Melanin, haben eine unregelmäßige Form und ihre Matrixproteine bilden unregelmäßig angeordnete Fasern aus.
Wie das P-Protein, das für den Okulokutanen Albinismus Typ 2 (OCA2) verantwortlich ist, hat MATP 12 Transmembrandomänen. MATP fungiert offensichtlich nur für Melanozytenspezifische Proteine als Transporter und seine Mutationen haben deshalb neben Albinismus keine weiteren negativen Auswirkungen auf die Gesundheit.
Sowohl das P-Protein als auch MATP sind für den Transport von Tyrosinase nötig, doch während bei OCA2 die Tyrosinase aus der Zelle ausgeschieden wird, statt in die Melanosomen transportiert zu werden, wurde bei  der Underwhite-Mutation festgestellt, dass es zu früh in die Melanosomen transportiert wird. Die Synthese von Tyrosinase im endoplasmatischen Retikulum und Golgi-Apparat läuft normal ab. Eine erhebliche Menge an Tyrosinase wird in noch nicht ausgereifte Melanosomen und Vesikel transportiert, die der Ausscheidung dienen, statt in ausgereifte Melanosomen transportiert zu werden, wo es der Melaninsynthese dienen könnte. Neben der Tyrosinase erreicht auch Tyrp1 – und in geringerem Maße Dct – nicht die Melanosomen.
Die Produktion der Tyrosinase läuft bei wildfarbenen Mäusen genauso und nahezu in derselben Menge ab wie bei Mäusen mit der Mutation Underwhite, doch während fast 100 % der produzierten Tyrosinase nach 24 Stunden noch in den Melanozyten der Wildfarbenen Mäuse zu finden ist, bleibt in den Underwhite-Mäusen nur sehr wenig Tyrosinase erhalten.

## Häufigkeit
OCA4 tritt bei 5–8 % der deutschen Patienten mit Albinismus auf, ist aber für 18 % der japanischen Albinismusfälle verantwortlich.

## OCA4 bei Tieren: MATP-Gen

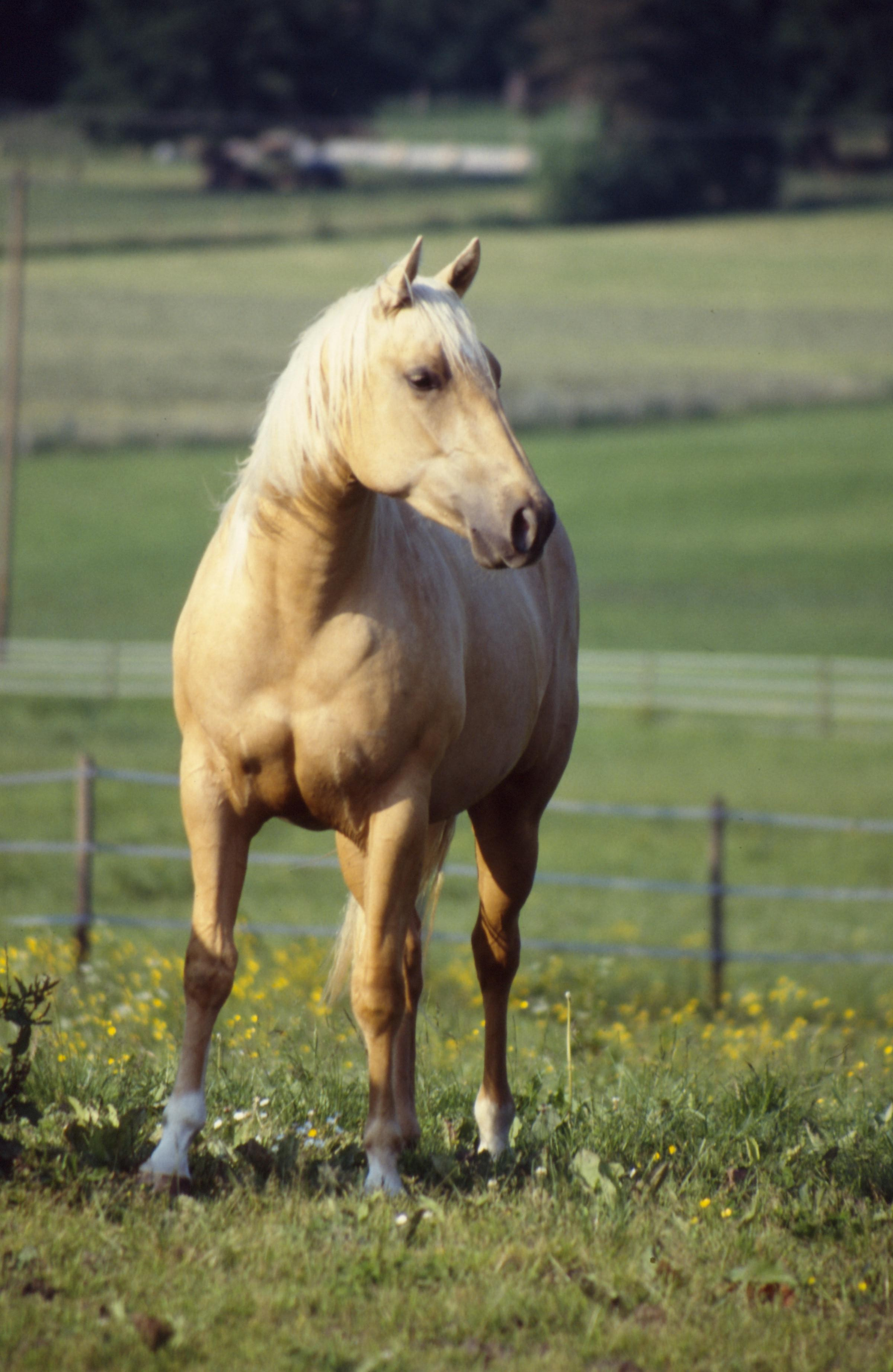
Palomino, Quarter Horse

### Säugetiere

#### Pferd
Beim Pferd ist kein vollständiger Albinismus bekannt. Das Creme-Gen (Cr) führt zu unvollständigem  Albinismus (OCA4), der unter anderem für die verschiedenen Varianten der Pferdefarbe Isabelle verantwortlich ist. Das Cream-Gen wird deshalb als Dilute-Gen geführt.

#### Maus
Bei der Maus ist MATP für mehrere Mutationen verantwortlich, von denen die meisten die Bezeichnung „underwhite“ im Namen tragen da bei den betroffenen Tieren die Unterwolle stärker aufgehellt als das Deckhaar oder weiß ist. Fell, Haut und Augen sind je nach Mutation in unterschiedlichem Maße aufgehellt. Die Augen sind bei der Geburt hell, dunkeln aber im Laufe des Lebens nach.

### Vögel: Haushuhn
Bei Hühnern wird der Genort als Silver-Locus bezeichnet und liegt auf dem Geschlechtschromosom, das mit Z bezeichnet wird. Es sind drei Varianten des Gens bekannt: Silver, wild type/gold und sex-linked imperfect albinism.

### Fische
Eine orangerote Variante des Japanischen Reiskärpflings (Oryzias latipes), der zu den Reisfischen (Adrianichthyidae) zählt, hat eine Mutation eines Genlocus der bei diesem Fisch als b-Locus bezeichnet wird, das Gen selbst wurde bei seiner Entdeckung AIM1 genannt. Es wurde belegt, dass es sich hierbei um das Oryzias latipes-Homolog des MATP-Gens handelt.

### Taufliegen
Bei Taufliegen (Drosophila) heißt das homologe Gen CG4484. Ein Zusammenhang mit der Farbe ist hier nicht bekannt.